# وضوح ۱۶کی

مقایسه وضوح 16K, 8K UHDTV, 4K UHDTV, HDTV و SDTV

وضوح ۱۶کی (به انگلیسی: 16K resolution) استانداردی برای وضوح تصویر یا نمایشگر است که از حدود ۱۶۰۰۰ پیکسل افقی تشکیل می‌شود. وضوح 16K UHD، به عنوان استاندارد این رده، به طور معمول دارای رزولوشن «۸۶۴۰×۱۵۳۶۰» برای نسبت تصویر ۹: ۱۶ است. در این استاندارد، تعداد پیکسل‌ها در هر بُعد، دو برابر وضوح ۸کی (8K UHD) است؛ بنابراین، مجموع پیکسل‌ها چهار برابر وضوح 8K می‌رسد. وضوح 16K در مجموع شامل ۱۳۲٫۷ مگاپیکسل (۱۳۲٬۷۱۰٬۴۰۰ پیکسل) می‌شود؛ این میزان، ۱۶ برابرِ تعداد پیکسل‌های وضوح ۴کی (4K UHD)، ۶۴ برابرِ وضوح فول اچ‌دی (1080p) و ۱۴۴ برابرِ وضوح اچ‌دی (720p) است.
امروزه دستیابی به وضوح 16K از طریق «پیکربندی چند نمایشگر» و با بهره‌گیری از فناوری‌های قدرتمند چندنمایشگری (Multi-Monitor) امکان‌پذیر است. درحال حاضر این امر با دو رویکرد اصلی محقق می‌شود: 
1. استفاده از فناوری‌های مصرف‌کننده مانند AMD Eyefinity[۵] و Nvidia Surround[۶] که چندین نمایشگر را به یک سطح نمایش مجازی و یکپارچه (مناسب برای بازی و دسکتاپ گسترده) تبدیل می‌کنند.
2. بهره‌گیری از راهکارهای حرفه‌ای مانند Nvidia Mosaic[۷] که برای همگام‌سازی دیوارهای ویدئویی عظیم، حتی با استفاده از چند کارت گرافیک به طور همزمان، طراحی شده است.[۸]

## تاریخچه
در سال ۲۰۱۶، شرکت ای‌ام‌دی (AMD) از کارت‌های گرافیکی نسل آیندهٔ خود با وضوح «16K» و نرخ تازه‌سازی «۲۴۰» هرتز برای «ژرف‌روی ناب» (True immersion) در واقعیت مجازی (VR) خبر داد.
در سال ۲۰۱۷، کانال یوتوب لاینوس سباستین (Linus Tech Tips) یک مجموعه ویدئو (دو قسمت) با تمرکز بر اجرا بازی های رایانه‌ای با وضوح «16K» منتشر کرد. در این مجموعه، وضوح 16K با استفاده از اتصال ۱۶ پنل (۴ × ۴) از نمایشگرهای ۴کی (ایسر مدل: Predator XB1) و ۴ کارت گرافیک ان‌ویدیا (Quadro P5000) شبیه‌سازی‌ شد.
در سال ۲۰۱۸، فیلم ساز مستند آمریکایی، مارتین لیسیوس (Martin Lisius) با استفاده از دو دوربین «Canon EOS 5DS» یک فیلم تایم‌لپز (time-lapse) با کیفیت «16K» ثبت کرد. این تایم‌لپز به نام «باد مرغزار» (Prairie Wind) با ترکیب تصاویر متوالی دو دوربین وبا وضوح «۵۷۹۲ × ۱۵۹۸۵» و نسبت تصویر «1: 2.76» ثبت شد. این تایم‌لپس از اولین ویدئوهای ثبت شده با وضوح 16K است.
در اوت ۲۰۱۸، شرکت اینولاکس (Innolux) اولین نمایشگر ۱۰۰ اینچی ۱۶کی×۸کی جهان را با وضوح «۸۶۴۰ × ۱۵۳۶۰» در نمایشگاه تاچ تایوان (Touch Taiwan) رونمایی کرد.
در سال ۲۰۱۸، شرکت ان‌اچ‌کی (NHK) ژاپن، با همکاری کمپانی هیتاچی (Hitachi)، یک دوربین با نرخ فریم بسیار بالا (High-Speed Camera) توسعه داد که در نمایشگاه ان‌ای‌بی (NAB Show 2018) رونمایی شد. این دوربین قادر است تصاویری با وضوح خیره‌کننده 16K (۸۶۴۰ × ۱۵۳۶۰ پیکسل) را به صورت اچ‌دی‌آر با نرخ ۲۴۰ فریم بر ثانیه، و عمق ۱۲-بیت (HDR-12bit) ثبت کند. این ویژگی‌ها، این دوربین را در سال ۲۰۱۸ به دارندهٔ بالاترین وضوح تصویر در میان دوربین‌های دیجیتال جهان تبدیل کرد.
در سال ۲۰۱۹، سونی (Sony) از اولین نمایشگر «16K» تجاری خود با طول ۶۴ فوت و عرض ۱۸ فوت (تقریباً ۵٫۴۸۶۴ × ۱۹٫۵۰۷۲ متر یا ۲۱۶ × ۷۶۸ اینچ) رونمایی کرد که قرار است در ژاپن منتشر شود. این نمایشگر از ۵۷۶ ماژول ۳۶۰ × ۳۶۰ پیکسل تشکیل شده‌است، این نمایشگر با رزولوشن «۴۳۲۰ × ۱۷۲۸۰» و نسبت تصویر ۴: ۱ منتشر می‌شود. در زمان رونمایی این تلویزیون، قیمت آن بالغ بر پنج میلیون دلار آمریکا تخمین زده شد. این نمایشگر در دو مدل دیگر ۴۸ و ۱۲ ماژول نیز موجود خواهد شد.
در ۲۶ ژوئن ۲۰۱۹، «انجمن استانداردهای الکترونیک ویدئویی» (VESA) به صورت رسمی از استاندارد «2.0 دیسپلی‌پورت» (DisplayPort 2.0) برای پشتیبانی از نمایشگرهای «16K» (۱۵۳۶۰ × ۸۶۴۰ پیکسل) رونمایی کرد. از دیگر مشخصات این استاندارد می‌توان به پشتیبانی از عمق رنگ ۳۰ بیت پیکسل‌ها، پشتیبانی از فضای رنگی «RGB/Y′CBCR» و نمونه برداری رنگی (Chroma) «4:4:4»، پشتیبانی از «HDR» و نرخ تازه‌سازی (Refresh rate) «۶۰» هرتز «با استفاده از فشرده سازی تصویر» اشاره کرد.
در سال ۲۰۲۱، سامسونگ از نمایشگری به نام "دِ وال" (The Wall) رونمایی کرد. این نمایشگر که از فناوری ریزال‌ئی‌دی (MicroLED) بهره می‌برد، ماژولار بوده و از پنل‌های جداگانه تشکیل شده است که به آن امکان رسیدن به ابعاد بسیار بزرگ (تا قطر ۱۰۰۰ اینچ) را می‌هند. "دِ وال" در یک پیکربندی خاص، قادر به ارائه وضوح 16K و نرخ تازه‌سازی «۱۲۰» هرتز است.
در سال ۲۰۲۳، شرکت چینی بی‌او‌ئی (BOE) در نمایشگاه بین‌المللی هفته نمایشگر (Display Week) در لس‌آنجلس، از نمونه اولیه یک تلویزیون بسیار عریض، با ابعاد ۱۱۰ اینچ و وضوح 16K رونمایی کرد.
در ۲۹ سپتامبر ۲۰۲۳، یک مکان تفریحی به نام کرهٔ مجتمع رفاهی ونیشین (Sphere) واقع در لاس وگاس، نوادا افتتاح شد. طبق گزارش «Sphere Entertainment»، درون سالن نمایش این کره، یک نمایشگر LED کروی شکل (تقریباً نیم کره) با اندازه «۱۶۰,۰۰۰» فوت مربع (۱۵,۰۰۰ متر مربع یا تقریباً ۲۳,۲۵۰,۰۴۷ اینج مربع) با وضوح 16K وجود دارد که تقریباً تمام فضای داخل سالن را می‌پوشاند. این نمایشگر دارای رزولوشن «۱۶۰۰۰ × ۱۶۰۰۰» پیکسل است که آن را تبدیل به بزرگ ترین (در زمان افتتاح) و دارای «بالاترین وضوح پیکسلی» در بین تمامی نمایشگر های «LED» در جهان می کند.

## گسترش محتوای ۱۶کی

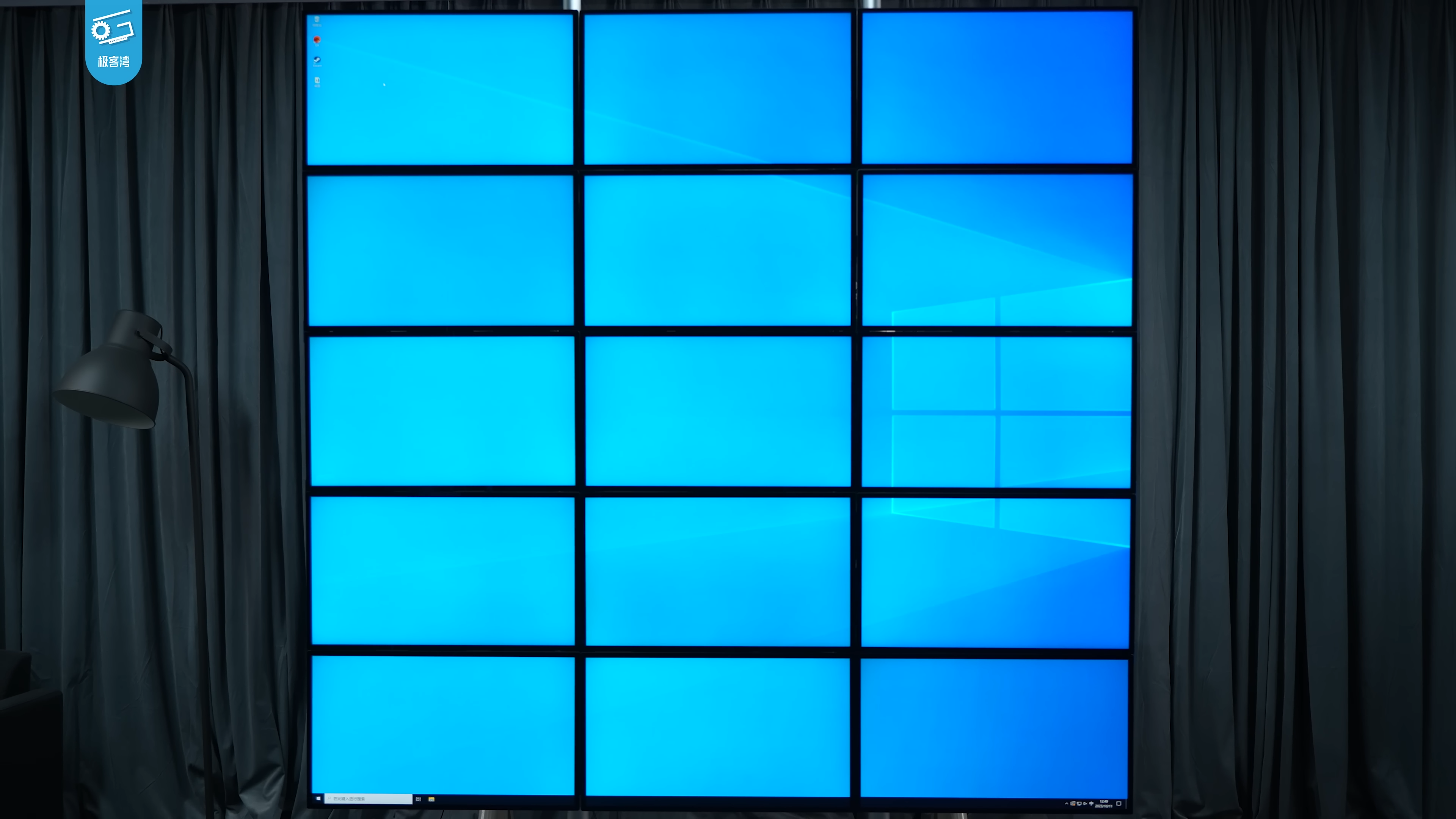
در حال حاضر دستیابی به وضوح تصویری 16K (۱۴۴۰۰ × ۱۵۳۶۰ پیکسل) تنها با استفاده از پیکربندی چند مانیتور و کارت‌های گرافیک ویژه با توان بالا که بتواند همزمان از چندین خروجی تصویر پشتیبانی کنند امکان‌پذیر است.

تا سال ۲۰۲۲، تولید و پخش محتوای 16K به دلیل الزامات فنی ویژه، بسیار محدود بود. پلتفرم یوتیوب تا ژانویه سال ۲۰۲۲ از وضوح 16K پشتیبانی نمی‌کرد و ویدئوهای بارگذاری‌شده با این کیفیت، حداکثر با وضوح 8K پردازش می‌شدند. لازم به ذکر است که اجرای بازی‌های رایانه‌ای با وضوح 16K نیز به دلیل عدم توان موردنیاز سخت‌افزارهای موجود، رایج نیست و تا کنون، هیچ کارت گرافیکی از سوی سازندگان یا منتشرکنندگان تخصصی، برای اجرای بازی‌های روز با وضوح 16K معرفی نشده است. در سال ۲۰۲۵، شرکت ان‌ویدیا کارت گرافیک GeForce RTX 5090 را عرضه کرد که تا کنون قوی‌ترین کارت گرافیک موجود در بازار می‌باشد. نکته قابل توجه این است که ان‌ویدیا، برخلاف محصولات پیشین خود مانند «GeForce RTX 4090» و «GeForce RTX 3090»، این کارت گرافیک را در وب‌سایت رسمی خود به عنوان یک محصول 8K معرفی نکرده است. این امر نشان می‌دهد که علی‌رغم پیشرفت‌های قابل توجه در توان پردازش و افزایش ظرفیت حافظهٔ وی‌رَم (VRAM) و همچنین ظهور فناوری‌های ارتقاء مقیاس تصویر مانند DLSS، تقاضای راهبردی برای وضوح 8K نیز همچنان محدود می‌باشد و صنعت بازی‌سازی کماکان بر وضوح 4K متمرکز باقی مانده است.
تا اوایل دهه ۲۰۲۰، نمایشگرهای 16K برای کاربران خانگی در دسترس نبودند و در نتیجه، نمایش محتوای 16K تنها از طریق پیکربندی‌های چندنمایشگری (Multi-monitor) میسر بود. با این وجود، در برخی بازی‌های رایانه‌ای مانند جی‌تی‌ای ۵ (Grand Theft Auto V) با اعمال تنظیمات خاص در بخش مقیاس‌بندی تصویر، امکان رندر کردن تصاویر به صورت داخلی، با وضوح 16K نیز امکان پذیر است.

## ابعاد، استانداردها و کاربردها

### تعریف و چشم‌انداز
عبارت وضوح ۱۶کی یک استاندارد واحد و مشخص نیست، بلکه اصطلاحی کلی برای دسته‌ای از وضوح‌های تصویری است که در آن‌ها، عرض تصویر تقریباً ۱۶٬۰۰۰ پیکسل است. برخلاف استانداردهای رایج مانند 4K UHD (با ابعاد ثابت ۲۱۶۰ × ۳۸۴۰)، وضوح 16K هنوز یک استاندارد صنعتی واحد و فراگیر ندارد. در واقع، این اصطلاح بیشتر یک طبقه‌بندی کلی برای نمایشگرهایی با تراکم پیکسلی بسیار بالا محسوب می‌شود تا یک فرمت مشخص. نام‌گذاری «K» در اینجا به واژهٔ «کیلو» (هزار) اشاره دارد و به صورت تقریبی، عرض تصویر را نشان می‌دهد (2K ≈ دو هزار پیکسل، 4K ≈ چهار هزار پیکسل و...).
فناوری 16K در حال حاضر برای مصارف خانگی رایج نیست، بلکه نیروی محرکهٔ اصلی آن، نیازهای بسیار تخصصی است. مهم‌ترین کاربردهای آن عبارت‌اند از:
- دیوارهای ویدئویی (Video Walls): با چیدن چندین نمایشگر 4K یا 8K در کنار هم، می‌توان یک تصویر یکپارچه و عظیم با وضوح 16K ایجاد کرد که در مراکز کنترل، استادیوم‌های ورزشی، و تبلیغات شهری بزرگ کاربرد دارد.
- شبیه‌سازی و واقعیت مجازی (VR): در شبیه‌سازهای پرواز یا رانندگی و هدست‌های واقعیت مجازی نسل آینده، وضوح بسیار بالا و میدان دید گسترده، به ایجاد تجربه‌ای کاملاً غوطه‌ور و واقعی کمک کرده و پدیدهٔ «اثر درِ توری» (screen-door effect) را از بین می‌برد.
- تصویربرداری علمی و پزشکی: در زمینه‌هایی مانند نقشه‌برداری زمین‌شناسی، ستاره‌شناسی یا تحلیل اسکن‌های پزشکی، یک بوم 16K به پژوهشگران اجازه می‌دهد تا بدون افت کیفیت، تا بالاترین حد ممکن بر روی جزئیات تصویر زوم کنند.[۴۱]

### نقش کلیدی نسبت تصویر
ابعاد دقیق، تعداد پیکسل‌های عمودی و در نتیجه، مجموع مگاپیکسل یک تصویر 16K، مستقیماً توسط نسبت تصویر (Aspect Ratio) آن تعیین می‌شود. نسبت تصویر، رابطهٔ تناسبی میان پهنا و ارتفاع یک تصویر است و بر اساس کاربرد نهایی، متفاوت خواهد بود:
- ۹: ۱۶: نسبت تصویر استاندارد برای تلویزیون‌های HD, 4K و 8K.
- ~۹: ۲۱ (یا ۱: ۲٫۳۹): نسبت تصویر فوق عریض سینمایی (CinemaScope).
- ۹: ۳۲: نسبت تصویر بسیار عریض که در برخی مانیتورهای گیمینگ پیشرفته استفاده می‌شود.

بنابراین، با ثابت در نظر گرفتن عرض تقریبی ۱۶٬۰۰۰ پیکسل، اعمال هر یک از این نسبت‌ها، یک وضوح 16K با ارتفاع و تعداد کل پیکسل متفاوت ایجاد می‌کند. برای مثال، یک نمایشگر تلویزیونی 16K (با نسبت ۹: ۱۶) ابعادی معادل ۸۶۴۰ × ۱۵۳۶۰ پیکسل و مجموعاً حدود ۱۳۲٫۷ مگاپیکسل خواهد داشت.
جدول زیر، نمونه‌هایی از پیکربندی‌های ممکن برای وضوح 16K را بر اساس نسبت‌های تصویر رایج، به همراه ابعاد دقیق پیکسلی و مجموع مگاپیکسل برای هر حالت، نمایش می‌دهد.
| مگاپیکسل | نسبت تصویر      | وضوح (پیکسل)   |
| -------- | --------------- | -------------- |
| ۶۶٫۴     | (۱: ۳٫۵) ۹: ۳۲  | ۴۳۲۰ × ۱۵۳۶۰   |
| ۹۸٫۳     | (۱: ۲٫۴) ۱۰: ۲۴ | ۶۴۰۰ × ۱۵۳۶۰   |
| ۹۹٫۵     | (۲٫۳۷) ۲۷: ۶۴   | ۶۴۸۰ × ۱۵۳۶۰   |
| ۱۱۸      | (۱: ۲) ۹: ۱۸    | ۷۶۸۰ × ۱۵۳۶۰   |
| ۱۳۲٫۷    | (۱: ۱٫۷) ۹: ۱۶  | ۸۶۴۰ × ۱۵۳۶۰   |
| ۱۴۷٫۵    | (۱: ۱٫۶) ۱۰: ۱۶ | ۹۶۰۰ × ۱۵۳۶۰   |
| ۱۴۴      | (۱: ۱٫۷) ۹: ۱۶  | ۹۰۰۰ × ۱۶۰۰۰   |
| ۷۲٫۹     | (۱: ۳٫۶) ۱۰: ۳۶ | ۱۶۲۰۰‎ × ۴۵۰۰p  |
| ۱۰۹٫۴    | (۱: ۲٫۴) ۱۰: ۲۴ | ۱۶۲۰۰‎ × ۶۷۵۰p  |
| ۱۶۴      | (۱: ۱٫۶) ۱۰: ۱۶ | ۱۶۲۰۰‎ × ۱۰۱۲۵p |
| ۱۳۴٫۲    | (۱: ۲) ۹: ۱۸    | ۸۱۹۲ × ۱۶۳۸۴   |
| ۱۶۷٫۷    | (۱: ۱٫۶) ۱۰: ۱۶ | ۱۰۲۴۰ × ۱۶۳۸۴  |
| ۲۶۸٫۴    | (۱: ۱٫۰) ۱: ۱   | ۱۶۳۸۴ × ۱۶۳۸۴  |
| ۷۷٫۹     | (۱: ۳٫۵) ۹: ۳۲  | ۴۶۸۰ × ۱۶۶۴۰   |
| ۱۱۶٫۸    | (۲٫۳۷) ۲۷: ۶۴   | ۷۰۲۰ × ۱۶۶۴۰   |

### چالش‌ها و آیندهٔ فناوری
دستیابی به وضوح 16K با چالش‌های فنی عظیمی روبروست:
- قدرت پردازشی: پردازش بیش از ۱۳۰ میلیون پیکسل در هر فریم، به کارت‌های گرافیک و پردازنده‌هایی با توان محاسباتی بسیار فراتر از محصولات امروزی نیاز دارد.
- پهنای باند: انتقال سیگنال ویدئویی 16K به پهنای باند فوق‌العاده بالایی نیازمند است که استانداردهای فعلی مانند HDMI 2.1 و DisplayPort 2.0 را به چالش می‌کشد. استانداردهای جدیدتر مانند DisplayPort 2.1 برای پشتیبانی از چنین وضوح‌هایی در نرخ فریم‌های پایین‌تر طراحی شده‌اند.[۴۲]
- تولید محتوا: فیلم‌برداری یا رندر کردن محتوا به صورت بومی (Native) با وضوح 16K، بسیار پیچیده و پرهزینه است.
- محدودیت‌های ادراک انسان: بحث‌های زیادی در جریان است که آیا چشم انسان در فاصله‌های تماشای معمول، قادر به تشخیص تفاوت میان وضوح 8K و 16K هست یا خیر. این موضوع، کاربرد 16K را بیشتر به سمت نمایشگرهای بسیار بزرگ و کاربردهای تخصصی که نیاز به زوم عمیق دارند، سوق می‌دهد تا تلویزیون‌های خانگی.[۴۳]

## کدگذاری (فشرده‌سازی) محتوای ۱۶کی
برای جلوگیری از خطاهای کدگذاری و تبادل اطلاعات، منحصراً می‌توان از استانداردهای کدگذاری اندکی که هم‌اکنون برای فشرده‌سازی محتوا (ویدئو) از وضوح 16K پشتیبانی می‌کنند، مانند H.266 (کدگذاری ویدئویی همه کاره یا VVC) استفاده نمود. همچنین از فرمت‌های رایجی که در حال حاضر برای ذخیره‌سازی و پردازش کدهای فشرده‌سازی تصویر (عکس) 16K کاربردی هستند، می‌توان به JPEG و PNG اشاره کرد، که توانایی پشتیبانی و ذخیره‌سازی تصویر تا ابعاد حداکثر «۶۵۵۳۵×۶۵۵۳۵» پیکسل (تقریباً ۴٫۳ گیگا پیکسل) دارا می‌باشند و به راحتی می‌توانند از وضوح 16K ویا ۳۲کی پشتیبانی کنند.